# Maratón de Róterdam
El Maratón de Róterdam celebrada en Países Bajos comenzó en el año 1981 y desde entonces ha sido una de las maratones más prestigiosas del mundo, aunque no está incluida en la World Marathon Majors, formada por Tokio, Boston, Londres, Berlín, Chicago y Nueva York. En tres ocasiones la marca mundial ha sido impuesta en Róterdam con el portugués Carlos Lopes, con 2:07:12, en 1985, el etíope Belayneh Densamo, con 2:06:50 en 1988, y la keniana Tegla Loroupe, con 2.20:47 en 1998.

## Resultados masculinos

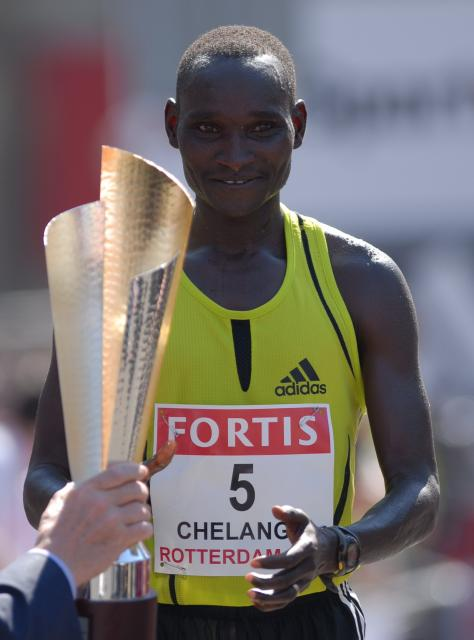
Joshua Chelanga con el trofeo obtenido en la edición de 2007.

| Año  | Ganador            | País         | Tiempo    | Ref. |
| ---- | ------------------ | ------------ | --------- | ---- |
| 1981 | John Graham        | Reino Unido  | 2.09.28   |      |
| 1982 | Rodolfo Gomez      | México       | 2.11.57   |      |
| 1983 | Robert de Castella | Australia    | 2.08.37   |      |
| 1984 | Gidamas Shahanga   | Tanzania     | 2.11.12   |      |
| 1985 | Carlos Lopes       | Portugal     | 2.07.12   |      |
| 1986 | Abebe Mekonnen     | Etiopía      | 2.09.08   |      |
| 1987 | Belayneh Densamo   | Etiopía      | 2.12.58   |      |
| 1988 | Belayneh Densamo   | Etiopía      | 2.06.50   |      |
| 1989 | Belayneh Densamo   | Etiopía      | 2.08.39   |      |
| 1990 | Hiromi Taniguchi   | Japón        | 2.10.56   |      |
| 1991 | Robert de Castella | Australia    | 2.09.42   |      |
| 1992 | Salvador García    | México       | 2.09.16   |      |
| 1993 | Dionicio Ceron     | México       | 2.11.06   |      |
| 1994 | Vincent Rousseau   | Bélgica      | 2.07.51   |      |
| 1995 | Martin Fiz         | España       | 2.08.57   |      |
| 1996 | Belayneh Densamo   | Etiopía      | 2.10.30   |      |
| 1997 | Domingos Castro    | Portugal     | 2.07.51   |      |
| 1998 | Fabian Roncero     | España       | 2.07.26   |      |
| 1999 | Japhet Kosgei      | Kenia        | 2.07.09   |      |
| 2000 | Kenneth Cheruiyot  | Kenia        | 2.08.22   |      |
| 2001 | Josephat Kiprono   | Kenia        | 2.06.50 = |      |
| 2002 | Simon Biwott       | Kenia        | 2.08.39   |      |
| 2003 | William Kiplagat   | Kenia        | 2.07.42   |      |
| 2004 | Felix Limo         | Kenia        | 2.06.14   |      |
| 2005 | Jimmy Muindi       | Kenia        | 2.07.50   |      |
| 2006 | Sammy Korir        | Kenia        | 2.06.38   |      |
| 2007 | Joshua Chelanga    | Kenia        | 2.08.21   |      |
| 2008 | William Kipsang    | Kenia        | 2.05.49   |      |
| 2009 | Duncan Kibet       | Kenia        | 2.04.27   |      |
| 2010 | Patrick Makau      | Kenia        | 2.04.48   |      |
| 2011 | Wilson Chebet      | Kenia        | 2.05.27   |      |
| 2012 | Yemana Adhane      | Etiopía      | 2.04.48   |      |
| 2013 | Tilahun Regassa    | Etiopía      | 2:05:38   |      |
| 2014 | Eliud Kipchoge     | Kenia        | 2:05:00   |      |
| 2015 | Abera Kuma         | Etiopía      | 2:06:47   |      |
| 2016 | Marius Kipserem    | Kenia        | 2:06:11   |      |
| 2017 | Marius Kimutai     | Kenia        | 2:06:04   |      |
| 2018 | Kenneth Kipkemoi   | Kenia        | 2:05:44   |      |
| 2019 | Marius Kipserem    | Kenia        | 2:04:11   |      |
| 2021 | Bashir Abdi        | Bélgica      | 2:03:36   |      |
| 2022 | Abdi Nageeye       | Países Bajos | 2:04:56   |      |
| 2023 | Bashir Abdi        | Bélgica      | 2:03:47   |      |
| 2024 | Abdi Nageeye       | Países Bajos | 2:04:45   |      |

## Resultados femeninos
| Año  | Ganador           | País                | Tiempo  | Ref. |
| ---- | ----------------- | ------------------- | ------- | ---- |
| 1981 | Marja Wokke       | Países Bajos        | 2.43.23 |      |
| 1982 | Mathilde Heuing   | Alemania Occidental | 2.54.03 |      |
| 1983 | Rosa Mota         | Portugal            | 2.32.27 |      |
| 1984 | Carla Beurskens   | Países Bajos        | 2.34.56 |      |
| 1985 | Wilma Rusman      | Países Bajos        | 2.35.32 |      |
| 1986 | Ellinor Lundroos  | Suecia              | 2.41.06 |      |
| 1987 | Nellie Aerts      | Bélgica             | 2.53.47 |      |
| 1988 | Xiao Hongyuan     | China               | 2.37.46 |      |
| 1989 | Elena Murcogi     | Rumania             | 2.32.03 |      |
| 1990 | Carla Beurskens   | Países Bajos        | 2.29.47 |      |
| 1991 | Joke Kleyweg      | Países Bajos        | 2.34.18 |      |
| 1992 | Aurora Cunha      | Portugal            | 2.29.14 |      |
| 1993 | Anne van Schuppen | Países Bajos        | 2.34.15 |      |
| 1994 | Miyoko Asahina    | Japón               | 2.25.52 |      |
| 1995 | Monica Pont       | España              | 2.30.34 |      |
| 1996 | Lieve Slegers     | Bélgica             | 2.28.06 |      |
| 1997 | Tegla Loroupe     | Kenia               | 2.22.07 |      |
| 1998 | Tegla Loroupe     | Kenia               | 2.20.47 |      |
| 1999 | Tegla Loroupe     | Kenia               | 2.22.48 |      |
| 2000 | Ana Isabel Alonso | España              | 2.30.21 |      |
| 2001 | Susan Chepkemei   | Kenia               | 2.25.45 |      |
| 2002 | Takami Ominami    | Japón               | 2.23.43 |      |
| 2003 | Olivera Jevtic    | Serbia y Montenegro | 2.25.23 |      |
| 2004 | Zhor El Kamch     | Marruecos           | 2.26.10 |      |
| 2005 | Lornah Kiplagat   | Países Bajos        | 2.27.36 |      |
| 2006 | Mindaye Gishu     | Etiopía             | 2.28.30 |      |
| 2007 | Hiromi Ominami    | Japón               | 2.26.37 |      |
| 2008 | Lyubov Morgunova  | Rusia               | 2.25.12 |      |
| 2009 | Nailya Yulamanova | Rusia               | 2.26.30 |      |
| 2010 | Aberu Kebede      | Etiopía             | 2.25.29 |      |
| 2011 | Philes Ongori     | Kenia               | 2.24.20 |      |
| 2012 | Tiki Gelana       | Etiopía             | 2.18.58 |      |
| 2013 | Jemima Jelagat    | Kenia               | 2.23:27 |      |
| 2014 | Abebech Afework   | Etiopía             | 2:27:50 |      |
| 2015 | Asami Kato        | Japón               | 2:26:30 |      |
| 2016 | Letebrhan Haylay  | Etiopía             | 2:26:15 |      |
| 2017 | Meskerem Assefa   | Etiopía             | 2:24:18 |      |
| 2018 | Visiline Jepkesho | Kenia               | 2:23:47 |      |
| 2019 | Ashete Bekere     | Etiopía             | 2:22:55 |      |
| 2021 | Stella Barsosio   | Kenia               | 2:22:08 |      |
| 2022 | Haven Hailu       | Etiopía             | 2:22:01 |      |
| 2023 | Eunice Chumba     | Kenia               | 2:20:31 |      |
| 2024 | Visiline Jepkesho | Etiopía             | 2:19:30 |      |

## Victorias por países
| País                | Ganadores - hombres | Ganadores - mujeres | En total |
| ------------------- | ------------------- | ------------------- | -------- |
| Kenia               | 18                  | 9                   | 27       |
| Etiopía             | 8                   | 9                   | 17       |
| Países Bajos        | 2                   | 7                   | 9        |
| Japón               | 1                   | 4                   | 5        |
| España              | 2                   | 2                   | 4        |
| Portugal            | 2                   | 2                   | 4        |
| Bélgica             | 3                   | 2                   | 5        |
| México              | 3                   | 0                   | 3        |
| Australia           | 2                   | 0                   | 2        |
| Rusia               | 0                   | 2                   | 2        |
| China               | 0                   | 1                   | 1        |
| Marruecos           | 0                   | 1                   | 1        |
| Rumania             | 0                   | 1                   | 1        |
| Serbia y Montenegro | 0                   | 1                   | 1        |
| Suecia              | 0                   | 1                   | 1        |
| Tanzania            | 1                   | 0                   | 1        |
| Reino Unido         | 1                   | 0                   | 1        |
| Alemania Occidental | 0                   | 1                   | 1        |